# NFC East
Die NFC East ist eine der vier Divisions der National Football Conference (NFC). Die NFC ist neben der American Football Conference (AFC) eine der beiden Conferences der National Football League (NFL). Diese beiden Conferences sind je in vier Divisions unterteilt, geographisch nach den vier Himmelsrichtungen. Die NFC und AFC sind nicht nach der geographischen Lage unterteilt. So spielen die New York Giants in der NFC und die New York Jets, die sogar dasselbe Heimstadion wie die Giants nutzen, in der AFC. In der NFC East spielen die New York Giants (vier Super-Bowl-Siege), die Dallas Cowboys (fünf), die Washington Commanders (drei) und die Philadelphia Eagles (zwei). Mit insgesamt vierzehn Super-Bowl-Siegen ist sie die erfolgreichste Division der NFL.

## Teams
| Team                  | Stadt/Region        | Stadion                 | Gegründet     | NFL-Beitritt | Head Coach           | Besitzer                |
| --------------------- | ------------------- | ----------------------- | ------------- | ------------ | -------------------- | ----------------------- |
| Dallas Cowboys        | Arlington, TX       | AT&T Stadium            | 28. Jan. 1960 | 1960         | Brian Schottenheimer | Jerry Jones             |
| New York Giants       | East Rutherford, NJ | MetLife Stadium         | 1. Aug. 1925  | 1925         | Brian Daboll         | John Mara & Steve Tisch |
| Philadelphia Eagles   | Philadelphia, PA    | Lincoln Financial Field | 8. Juli 1933  | 1933         | Nick Sirianni        | Jeffrey Lurie           |
| Washington Commanders | Landover, MD        | FedEx Field             | 9. Juli 1932  | 1932         | Dan Quinn            | Josh Harris             |

## Play-off-Statistiken
(NFC-East-Statistiken von 1967 bis 2024)
| Team                  | Division Meisterschaften | Play-off- Teilnahmen | Super-Bowl- Teilnahmen | Super-Bowl- Siege |
| --------------------- | ------------------------ | -------------------- | ---------------------- | ----------------- |
| Dallas Cowboys        | 25                       | 35                   | 8                      | 5                 |
| Philadelphia Eagles   | 13                       | 27                   | 5                      | 2                 |
| New York Giants       | 8                        | 17                   | 5                      | 4                 |
| Washington Commanders | 10                       | 20                   | 5                      | 3                 |

- Zwei Divisionsmeisterschaften erzielten die Arizona Cardinals, die seit der Saison 2002 in der NFC West spielen.